# 페이퍼뷰
페이 퍼 뷰(pay-per-view , PPV)는 재생 당 과금방식 등 편당 구매 방식인 유료 콘텐츠를 가리킨다. 이 용어는 여러분야에서 사용되는데, 그 의미가 약간씩은 다르지만 기본적으로 매체에 내용을 표출한 횟수를 기준으로 과금한다는 뜻을 가지고 있다.

## 방송, 인터넷
케이블 텔레비전 및 위성방송, IPTV(인터넷 멀티미디어 방송) 사업자가 사용자의 특정 콘텐츠를 시청한 횟수에 따라 요금을 부과하는 방식을 말한다. 이러한 맥락은 인터넷상에서 콘텐츠 서비스 사업을 하는 분야(IPTV 사업자)에서도 똑같이 통한다.

## 광고
광고주에게 광고의 실질적 내용을 화면에 표출한 횟수 기준으로 과금하는 방식을 칭한다.

## 같이 보기
관련된 용어로는 다음 항목들이 있으며, 첫글자에서 pay와 cost가 혼재되며 사용되고 있다.
- CPM (Cost Per Mill)
- PPC (Pay Per Click)
- CPI (Cost Per Impression)
- PPI (Pay Per Installation)
- PPP (Pay Per Publish)